# 音楽専門チャンネル一覧
音楽専門チャンネル一覧（おんがくせんもんチャンネルいちらん）は、日本で通信衛星（CS）を利用して音楽番組を中心に放送している専門チャンネルの一覧。

## 放送中

### テレビ放送
太字は現在そのプラットフォームで放送中。それ以外は放送を終了したもの。
- スペースシャワーTV
  - スカパー!プレミアムサービス、スカパー!（旧・スカパー!e2）、JCOM（スタンダードプラン以上）、CSバーン
- MTV
  - スカパー!プレミアムサービス、スカパー!、JCOM（スタンダードプラン以上） スカイポートTV、ディレクTV、モバHO!
- 歌謡ポップスチャンネル
  - スカパー!プレミアムサービス、スカパー!、JCOM（スタンダードプラン以上）、ディレクTV
- ミュージック・ジャパンTV
  - スカパー!プレミアムサービス、ディレクTV、モバHO!
- ミュージック・エア
  - スカパー!プレミアムサービス、スカパー!、JCOM（スタンダードプラン以上）、ディレクTV
- ミュージック・グラフィティTV
  - スカパー!プレミアムサービス、ディレクTV
- MUSIC ON! TV（エムオン）
  - スカパー!プレミアムサービス、スカパー!、JCOM（スタンダードプラン以上）
- 100%ヒッツ!スペースシャワーTVプラス
  - スカパー!プレミアムサービス、スカパー!、JCOM（スタンダードプラン以上）
  - 2025年6月30日をもって放送終了予定

### ラジオ放送
- ミュージックバード
- スターデジオ

スカパー!プレミアムサービス
- SOUND PLANET
- SPACE DiVA

## 放送終了

### テレビ放送
- チャンネルV（スカパー!（現・スカパー!プレミアムサービス））
- The MUSIC 272（スカパー!、ディレクTV）
- M-BROS.（ディレクTV、スカパー!）
- CoCoRo TV（ディレクTV、スカパー!）
- BET on Jazz（ディレクTV）
- HTV（ディレクTV）
- CMT（ディレクTV）
- MCM（ディレクTV）
- スーパー・クラシック TV（スカパー!）
- 第一興商スターカラオケ（スカパー!）
- 第一興商スタービュー→エコミュージックTV（スカパー!（旧・スカパー!e2））
- クラシカ・ジャパン（スカパー!プレミアムサービス、ディレクTV）

### ラジオ放送
- DIGITAL J-WAVE（スカパー!）
- Radio Indies（スカパー!）
- SOUND STREET RADIO（ディレクTV）
- Music Radio America（ディレクTV）
- サウンドテリア（プラット・ワン）
- モバHO!